# Scopula hieronyma
Scopula hieronyma là một loài bướm đêm trong họ Geometridae.